# Edwin Harris Colbert
Edwin Harris Colbert (28 de setembro de 1905 - 15 de novembro de 2001 ) foi um paleontólogo norte-americano que se distinguiu como pesquisador de vertebrados e autor prolífico.

## Biografia
Ele recebeu seu bacharelado na Universidade de Nebraska, e seu mestrado e doutorado da Universidade Columbia, em 1935.
Nasceu em Clarinda, Iowa. Cresceu em Maryville (Missouri). Entre os cargos que ocupou foi curador da paleontologia de vertebrados do Museu Americano de História Natural há 40 anos, e Professor emérito de Paleontologia  de vertebrados da Universidade Columbia. Ele era um protegido de Henry Fairfield Osborn, e uma das maiores autoridades sobre os Dinossauros.
Por seu trabalho, Siwalik Mammals in the American Museum of Natural History, Colbert foi agraciado com a medalha Daniel Giraud Elliot da Academia Nacional de Ciências dos Estados Unidos em 1935. Ele descreveu dezenas de novos táxons e autor de grandes revisões sistemáticas, incluindo a descoberta de mais de uma dúzia de esqueletos completos de um dinossauro pequeno e primitivo do Triássico, celófise em Ghost Ranch, no Novo México, em 1947 (uma das maiores concentrações de jazidas de dinossauros já registradas), e uma publicação da descrição e uma análise da filogenia dos Ceratopsias.
Em 1959, chefiou uma expedição ao Brasil, junto com Llewellyn Ivor Price.
Seu trabalho de campo na Antártica em 1969 ajudou a solidificar a aceitação da deriva continental, por encontrar um fóssil de 220 milhões de anos de um Lystrosaurus. Sua popularidade e seus livros e textos sobre dinossauros, paleontologia e estratigrafia (com Marshall Kay) formou uma nova geração de cientistas e amadores entusiastas. Ele recebeu vários prêmios e distinções por suas muitas realizações no campo da ciência.
Tornou-se curador da paleontologia de vertebrados do Museu do Norte do Arizona, em Flagstaff, Arizona, em 1970. Junto com sua esposa Margaret, teve cinco filhos. Ele morreu em sua casa em Flagstaff.

## Trabalhos
Ele escreveu mais de 20 livros e mais de 400 artigos científicos.
- 1935: Siwalik Mammals in the American Museum of Natural History
- 1945: The Dinosaur Book: The Ruling Reptiles and Their Relatives
- 1977: Dinosaur World. - ISBN 9780873960816.
- 1983: Dinosaurs : An Illustrated History. - ISBN 9780843733327.
- 1984: The Great Dinosaur Hunters and Their Discoveries. - ISBN 9780486247014.
- 1985: Wandering Lands and Animals: The Story of Continental Drift and Animal Populations. - ISBN 9780486249186.
- 1989: Digging into the Past: An Autobiography. - ISBN 9780942637083.
- 1995: The Little Dinosaurs of Ghost Ranch. - ISBN 9780231082365.
- 1997: Age of Reptiles. - ISBN 9780486293776.
- 1980: Fossil-Hunter's Notebook: My Life with Dinosaurs and Other Friends. - w/Elias Colbert. - ISBN 9780525107729.
- 2001: Colbert's Evolution of the Vertebrates: A History of the Backboned Animals Through Time. - w/Eli C. Minkoff & Michael Morales. - ISBN 9780471384618.